# Автошлях Т 0606
Автошлях Т 0606 — автомобільний шлях територіального значення у Житомирській та Вінницькій областях. Пролягає територією Бердичівського та Вінницького районів через Бердичів — Погребище — Іллінці. Загальна довжина — 130,2 км.